# Държавно устройство на Непал
Непал е федеративна парламентарна република.

## Законодателна власт
Законодателен орган в Непал е парламентът, състоящ се от 601 места, като 240 места са избирани мажоритарно, 335 места пропорционално и 26 места са запазени за номинирани кандидати.

## Съдебна власт
Висшият съдебен орган в Непал е Върховният съд. Той включва главния съдия на Непал, 14 юристи и специални съдии. Главният съдия на Непал се назначава от министър-председателя на Непал, по препоръка на Конституционния съвет, като критериите за назначаването му са да е бил юрист във Върховния съд, с най-малко 3 години опит.